# Laudivio Zacchia
Laudivio Zacchia (auch Luigi Zacchia; * 1565 in Castello di Vezzano; † 30. August 1637 in Rom) war ein italienischer Kardinal der Römischen Kirche.

## Leben

### Herkunft und frühe Jahre
Er stammte aus einer genuesischen Familie und war der Sohn von Gaspare Zacchia und dessen Ehefrau Veronica de’ Nobili aus dem Geschlecht der Herren von Vezzano. Sein Bruder Paolo Emilio Zacchia (1554–1605) wurde 1599 Kardinal, ebenso sein Enkel Paolo Emilio Rondinini. Zudem war er der Onkel von Gasparo Cecchinelli, Bischof von Montefiascone und Corneto.
Laudivio Zacchia studierte an der Universität Pisa und wurde dort zum Doktor der Rechtswissenschaft promoviert. Er heiratete Laura Biassa de’ Nobili und hatte mit ihr zwei Kinder, einen Sohn und eine Tochter. Der Sohn Marcello starb im Alter von 18 Jahren und wurde im Dom von Montefiascone beigesetzt. Die Tochter Felice (* 1593) heiratete im Alter von 17 Jahren Alessandro Rondinini; das Paar hatte neun Kinder, darunter den späteren Kardinal Paolo Emilio Rondinini.

### Kirchliche Laufbahn

Kardinalswappen von Laudivio Zacchia (modernes Schema)

Nach dem Tod seiner Frau verließ Laudivio Zacchia Vezzano und zog um 1600 nach Rom zu seinem Bruder, der zu jener Zeit bereits Kardinal war. Er arbeitete für die Apostolische Kammer sowie als Konsistorialadvokat und wurde am 21. Januar 1603 zum Apostolischen Protonotar ernannt. Später trat er in den geistlichen Stand, die niederen Weihen spendete ihm am 23. Juli 1605 der Erzbischof von Ravenna Pietro Kardinal Aldobrandini; die Weihe zum Subdiakon empfing er am folgenden Tag und am 25. Juli 1605 die Diakonenweihe, beide ebenfalls durch Kardinal Aldobrandini. Am 26. Juli 1605 schließlich empfing er, wiederum durch Kardinal Aldobrandini, die Priesterweihe.
Am 17. August 1605 ernannte Papst Paul V. Laudivio Zacchia zum Bischof von Montefiascone und Corneto, nachdem dieses Amt durch den Tod seines Bruders Paolo Emilio († 31. Mai 1605) vakant geworden war. Die Bischofsweihe spendete ihm am 28. August desselben Jahres in der römischen Kirche Santa Maria in Vallicella wiederum der Erzbischof von Ravenna, Kardinal Aldobrandini; Mitkonsekratoren waren Erzbischof Paolo Alberi, der frühere Bischof von Ragusa, und Metellus Bichi, Bischof von Sovana. Laudivio Zacchia war vom 12. Mai 1621 bis zum 16. Dezember 1623 Nuntius in Venedig. Ab dem 27. Dezember 1624 war er Präfekt des Apostolischen Palastes.
Im Konsistorium vom 19. Januar 1626 kreierte Papst Urban VIII. Laudivio Zacchia zum Kardinal und ernannte ihn Kardinalpriester. Den Kardinalshut und die Titelkirche San Sisto erhielt Laudivio Zacchia am 9. Februar desselben Jahres. Er wurde 1627 zum Präfekten der Kongregation für die Bischöfe und Regularen ernannt, trat jedoch bereits 1628 zurück. Am 17. September 1629 wechselte er zur Titelkirche San Pietro in Vincoli. 1630 resignierte er auf die Diözese Montefiascone zugunsten seines Neffen Gasparo Cecchinelli. Von 1631 bis 1637 war er Protektor der Republik Genua und damit deren Vertreter beim Heiligen Stuhl.

### Verfahren gegen Galileo Galilei
Kardinal Zacchia war Mitglied der zehnköpfigen Kardinalskommission im zweiten Untersuchungsverfahren gegen Galileo Galilei vom 23. September 1632 bis zum 12. Januar 1634. Als am 22. Juni 1633 über das Urteil entschieden wurde, war er einer der drei Kardinäle, welche die Verdammung Galileos nicht unterzeichneten, die beiden anderen Kardinäle waren Gaspare Borgia und Francesco Barberini der Ältere.

### Tod
Laudivio Zacchia starb in den frühen Morgenstunden des 30. August 1637 und wurde in der römischen Kirche Santa Maria sopra Minerva beigesetzt.